# Легилимантика (Хари Потър)
Легилимантиката е изкуство в магьосническия свят за четене на мисли. В книгите за Хари Потър злият черен магьосник Лорд Волдемор използвал това средство за да побърква жертвите си. За да се предпазиш от подобно четене на мисли трябва да владееш оклумантика. Това е предпазване, затваряне на ума. Трябва да се освободиш от всякакви мисли и така си осигуряваш защитата от легилимантиката.